# Бориево
Бориево (на македонска литературна норма: Бориево) е село в община Босилово на Северна Македония.

## География
Селото е разположено в Струмишкото поле, източно от град Струмица.

## История
През XIX век селото е чисто българско. В „Етнография на вилаетите Адрианопол, Монастир и Салоника“, издадена в Константинопол в 1878 година и отразяваща статистиката на населението от 1873 година, Бориево (Borièvo) е посочено като село с 20 домакинства, като жителите му са 65 българи. Между 1896 – 1900 година селото преминава под върховенството на Българската екзархия. Според статистиката на Васил Кънчов („Македония. Етнография и статистика“) от 1900 г. селото е населявано от 275 жители, всички българи християни.
В началото на XX век селото е смесено в конфесионално отношение. По данни на секретаря на екзархията Димитър Мишев („La Macédoine et sa Population Chrétienne“) през 1905 година в селото има 352 българи екзархисти и 64 патриаршисти гъркомани. Там функционира българско училище.
При избухването на Балканската война в 1912 година двама души от Бориево са доброволци в Македоно-одринското опълчение.
Според преброяването от 2002 година селото има 926 жители.
В църквата „Рождество Богородично“ в селото работи зографът Гаврил Атанасов.
| Националност | Всичко |
| македонци    | 925    |
| албанци      | 0      |
| турци        | 0      |
| роми         | 0      |
| власи        | 0      |
| сърби        | 0      |
| бошняци      | 0      |
| други        | 1      |

## Личности
Родени в Бориево
- Алекса Стоилков (1870 – след 1943), български революционер
- Виолета Танчева-Златева (р. 1968), северномакедонска писателка
- Георги Николов (о. 1877 – ?), македоно-одрински опълченец, 1-ва рота на 4-та битолска дружина, носител на орден „За храброст“ IV степен[8]
- Димитър Трайков (о. 1887 – ?), македоно-одрински опълченец, 4-та рота и нестроева рота на 3-та солунска дружина[9]